# Fagradalsfjall (Reykjanesskagi)
Fagradalsfjall (isländische Aussprache: [ˈfaɣraˌtalsˌfjatl̥]) ist ein Tafelvulkan, der während der letzten Eiszeit auf der isländischen Halbinsel Reykjanesskagi entstanden ist. Er ist etwa 40 km von der isländischen Hauptstadt Reykjavík entfernt. Das gleichnamige Vulkansystem ist etwa 5 km breit und 15 km lang und grenzt an Svartsengi im Westen und Krýsuvík im Osten. Die höchste Erhebung des Massivs trägt den Namen Langhóll (385 m). Vor März 2021 hatte es 800 Jahre lang keinen Vulkanausbruch auf Reykjanes gegeben. Seither haben mehrere Ausbrüche in der Nähe des Fagradalsfjall stattgefunden.

## Etymologie
Der Name setzt sich aus den isländischen Wörtern fagur („schön“), dalur („Tal“) und fjall („Berg“) zusammen und ist nach dem im nordwestlichen Teil des Massivs gelegenen Tal Fagridalur ([ˈfaɣrɪˌtaːlʏr̥], „schönes Tal“) benannt. Das 2021 entstandene Lavafeld hat den Namen Fagradalshraun [ˈfaɣraˌtalsˌr̥œiːn] erhalten, obwohl es auf der entgegengesetzten Seite des Tals liegt.

## Tektonik
Fagradalsfjall ist ein Teil der divergenten Plattengrenze zwischen der Nordamerikanischen und der Eurasischen Platte. Die Plattengrenze verläuft etwa von Südwesten nach Nordosten entlang der Reykjanes-Halbinsel. Die Halbinsel weist eine Reihe von parallel liegenden Vulkansystemen auf (von Westen nach Osten gelistet): Reykjanes, Svartsengi, Fagradalsfjall, Krýsuvík-Trölladyngja und Brennisteinsfjöll. Das System Hengill markiert das östliche Ende der Halbinsel und eine sogenannte Triple Junction. Die Plattenbewegung auf Reykjanes ist eine Überlagerung aus Extension und Scherung, da die Plattengrenze nicht senkrecht zur Bewegungsrichtung der Platten verläuft.
Es herrscht keine Einigkeit darüber, ob es sich bei Fagradalsfjall um ein eigenständiges Vulkansystem handelt oder ob es Teil des östlich angrenzenden Systems Krýsuvík-Trölladyngja ist. Das Vulkansystem Krýsuvík hat im Holozän moderate Aktivität aufgewiesen und die letzte Eruption (vor 2021 wenn man Fagradalsfjall als zu dem System gehörend zählt) wurde auf das 12. Jahrhundert datiert. Die Gegend um den Berg Fagradalsfjall weist eruptive Spalten, Schlackenkegel und Lavafelder auf. Der Berg selbst entstand durch eine subglaziale Eruption während des Pleistozäns. Vor Beginn des letzten Ausbruchs im März 2021 war das System etwa 6000 Jahre lang inaktiv.
Vulkanismus auf Reykjanes ist episodisch. Phasen mit erhöhter Aktivität dauern möglicherweise einige Jahrhunderte an und wechseln sich mit Ruhephasen ab, in denen gar keine Vulkanausbrüche auftreten. Diese vulkanischen Ruhephasen scheinen ebenfalls mehrere Jahrhunderte anzudauern. Die letzte vulkanisch aktive Episode auf Reykjanes endete im 13. Jahrhundert.
Die Ausbrüche beim Fagradalsfjall, die am 19. März 2021 begannen, sind Teil einer längeren Unruhephase, die mehrere Vulkansysteme auf der Halbinsel betrifft und vermutlich den Beginn einer neuen, vulkanisch aktiven Phase markiert. Die Unruhe hat im Frühjahr 2020 mit magmatischen Intrusionen unter dem Berg Þorbjörn (Svartsengi) und im Vulkansystem Reykjanes im Westen der Halbinsel sowie mit erhöhter seismischer Aktivität begonnen. Der Vulkanausbruch beim Fagradalsfjall war allerdings unerwartet, da die benachbarten Systeme in der Vergangenheit eine wesentlich höhere Aktivität aufgewiesen haben.

## Grabstätte
In der Gegend, in der der Vulkanausbruch im März 2021 begann, befindet sich eine Grabstätte, die auf eine Zeit vor 1000 datiert wird. Archäologen unternahmen Notgrabungen, um das Grab eines nordischen Siedlers, Ísólfur frá Ísólfsstöðum, zu finden, bevor es von der Lava dauerhaft bedeckt wäre. Es wurden jedoch keine Hinweise auf menschliche Überreste gefunden.

## Flugzeugabsturz 1943
Am 3. Mai 1943 kam Generalleutnant Frank Maxwell Andrews, ein Offizier der US-Armee und Mitbegründer der United States Army Air Forces, zusammen mit 14 anderen ums Leben, als ihr Flugzeug „Hot Stuff“ vom Typ B-24 mit der Seite des Berges kollidierte.